# Kimuchi Tani
Kimuchi Tani (jap. 谷公市 Tani Kimuchi; ur. 28 września 1948 w prefekturze Osaka, zm. 4 stycznia 2008) – japoński zapaśnik walczący w obu stylach. Olimpijczyk z Monachium 1972, gdzie odpadł w eliminacjach w kategorii 90 kg, w stylu klasycznym.
Szósty na mistrzostwach świata w 1971; odpadł w eliminacjach w 1970. Brązowy medalista igrzysk azjatyckich w 1970 roku.